# (445) Edna
(445) Edna ist ein Asteroid des Hauptgürtels, der am 2. Oktober 1899 in Kalifornien (Mt. Hamilton) vom US-amerikanischen Astronomen Edwin Foster Coddington entdeckt wurde. 
Der Name des Asteroiden ist von der Ehefrau des Stifters Julius F. Stone abgeleitet.